# Байківська сільська рада
| Байківська сільська рада — сільська рада у складі Калинівського району Вінницької області. Адміністративний центр — село Байківка. Сільській раді підпорядковані населені пункти: - с. Байківка - с. Грушківці |

## Склад ради
Рада складається з 16 депутатів та голови.

## Керівний склад сільської ради
| ПІБ                      | Основні відомості                                                                         | Дата обрання | Дата звільнення |
| ------------------------ | ----------------------------------------------------------------------------------------- | ------------ | --------------- |
| Гнатюк Тетяна Михайлівна | Сільський голова, 1970 року народження, освіта, член Народно-демократичної партії України | 26.03.2006   | 31.10.2010      |
| Гнатюк Тетяна Михайлівна | Сільський голова, 1970 року народження, освіта вища, позапартійна                         | 31.10.2010   |                 |

Примітка: таблиця складена за даними джерела